# Richard Petty
Richard Lee Petty (* 2. Juli 1937 in Level Cross, Randolph County, North Carolina) ist ein ehemaliger US-amerikanischer NASCAR-Rennfahrer. Er ist neben Dale Earnhardt und Jimmie Johnson einer von drei Fahrern, die den Titel in der Cup-Serie insgesamt siebenmal gewinnen konnten. Außerdem ist er bekannt durch die Rekordanzahl von 200 Siegen im Laufe seiner 35-jährigen NASCAR-Karriere. Zu den weiteren Rekorden gehören der siebenfache Sieg beim Daytona 500, 27 Siege während der Saison 1967, davon 10 in hintereinander folgenden Rennen, 123 erzielte Pole-Positionen und 712 Top-10-Ergebnisse in seinen 1184 Starts. Im Zeitraum von 1971 bis 1989 ging er bei 513 aufeinander folgenden Rennen an den Start. Richard Petty gilt allgemein als der größte NASCAR-Rennfahrer aller Zeiten. Sein Spitzname lautet „The King“. Aktuell ist er Teilinhaber des Rennteams Richard Petty Motorsports.

## Familie
Richard Petty wurde in Level Cross in North Carolina geboren. Seine Eltern waren Elizabeth Toomes und Lee Arnold Petty. Er ist ein Rennfahrer in zweiter Generation. Sein Vater Lee Petty gewann das allererste Daytona 500 im Jahre 1959 und war ebenfalls ein Champion in der Cup-Serie von NASCAR. Sein Sohn Kyle Petty ist ebenfalls ein bekannter NASCAR-Fahrer. Richards Enkel Adam Petty starb bei einem Unfall auf dem New Hampshire International Speedway am 12. Mai 2000, nur fünf Wochen nach dem Tod von Lee Petty. Richard Petty war von 1958 bis zu ihrem Tod 2014 mit Lynda Owens Petty verheiratet, mit der er vier gemeinsame Kinder hat: Kyle Petty, Sharon Petty Farlow, Lisa Petty Luck und Rebecca Petty Moffit sowie zwölf Enkelkinder. Die Familie lebt in Level Cross und ist Betreiber des Richard Petty Museum in Randleman.

## Rennfahrerkarriere
Richard Petty begann seine NASCAR-Karriere am 12. Juli 1958, nur 10 Tage nach seinem 21. Geburtstag, als er an einem Rennen der NASCAR Convertible Division auf dem Columbia Speedway teilnahm. Sein erstes Rennen in der Grand National Series fuhr Petty am 18. Juli 1958 auf den Canadian National Exhibition Grounds im kanadischen Toronto. Er beendete das Rennen als 17., nachdem er 55 von insgesamt 100 Runden in einem Oldsmobile absolviert hatte. Im darauffolgenden Jahr wurde Petty zum Rookie des Jahres gekürt, nachdem er neun Top-10-Ergebnisse erfahren hatte, darunter sechs Top-5-Ergebnisse.

### Die 1960er-Jahre

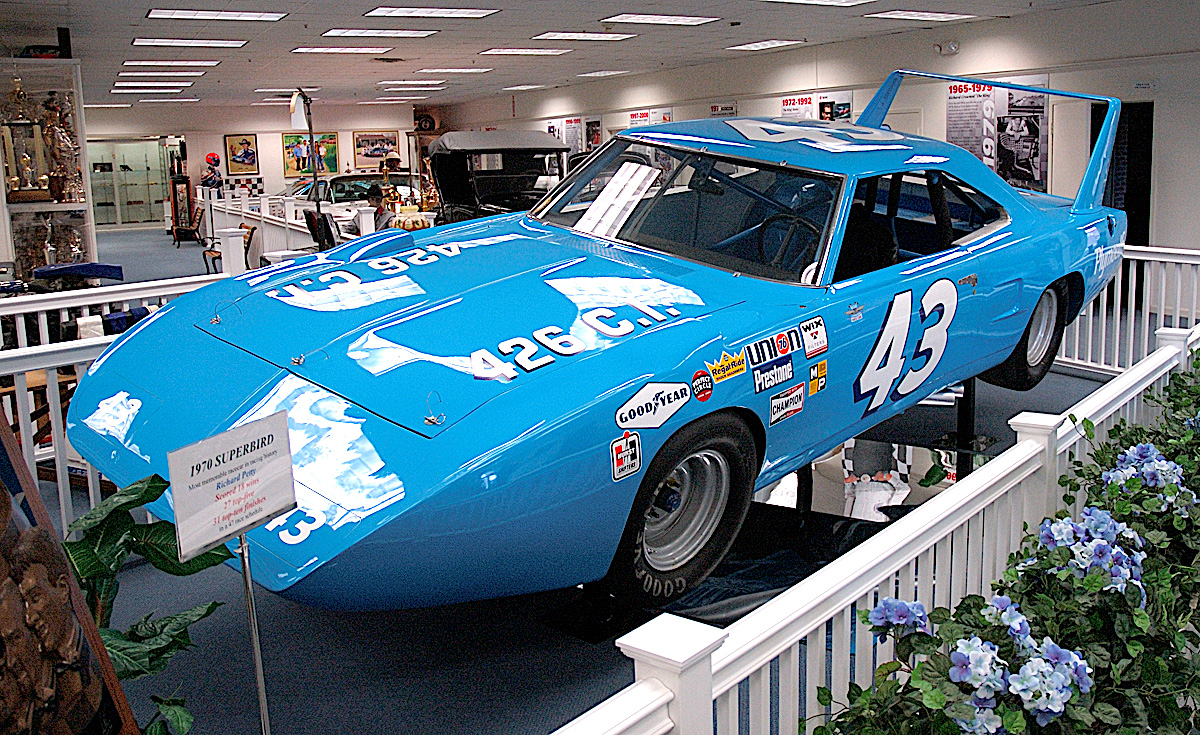
Pettys berühmter Plymouth Superbird, ausgestellt im Richard Petty Museum

Im Jahre 1960 beendete er die Meisterschaft auf dem zweiten Platz. Im Jahre 1964 ging er mit einem leistungsstarken Plymouth mit einem neuen Hemi-Motor an den Start des Daytona 500. Er führte 184 der insgesamt 200 Runden des Rennens an und beendete es als Sieger. Dies war der Auftakt zu neun weiteren Siegen in der Saison, in der er über 114.000 US-Dollar an Preisgeld gewann und seine erste Grand National-Meisterschaft einfuhr. Am 27. Februar 1966 gewann Petty erneut das Daytona 500, welches wegen eines Gewitters um zwei Runden auf insgesamt 198 Runden verkürzt wurde. Petty war der erste Fahrer, der dieses Rennen zweimal gewinnen konnte.
Nachdem sich im Jahre 1964 andere Fahrer beschwerten und protestierten, dass Petty größere Motoren als sie einsetzen würden, zog er sich für ein Jahr von NASCAR zurück und widmete sich Dragster-Rennen. Seine Karriere als Dragster-Pilot nahm ein jähes Ende, als er bei einem Rennen auf dem Southeastern Dragway in Georgia einen Unfall hatte, bei dem sieben Personen verletzt und ein acht Jahre alter Junge getötet wurde.
Das Jahr 1967 bedeutete einen Meilenstein. In diesem Jahr gewann Petty 27 der 48 Rennen, in denen er an den Start ging, darunter zehn in aufeinanderfolgenden Rennen zwischen dem 12. August und 1. Oktober 1967. Zudem sicherte er sich in diesem Jahr seine zweite Meisterschaft. Einer der 27 Siege war das Southern 500 auf dem Darlington Raceway, welches sein einziger Sieg beim Southern 500 bleiben sollte. Seine Dominanz in dieser Saison brachten Petty den Spitznamen „King Richard“ ein, nachdem er zuvor als „The Randleman Rocket“ bekannt wurde. Zur Saison 1969 wechselte Petty den Hersteller und ging zu Ford, da er dachte, dass der Plymouth auf den Superspeedways nicht wettbewerbsfähig sei. Eigentlich wollte er einen windschnittigen Dodge Charger Daytona, aber das Management von Chrysler bestand darauf, dass er weiterhin den Plymouth einsetzen solle. Nach seinem Wechsel zu Ford gewann er zehn Rennen und beendete die Saison als Vizemeister. Mit dem neuen geschmeidigen Plymouth Superbird mit der Hai-Nase und dem Tor-ähnlichen Heckflügel gewann Chrysler Petty für die Saison 1970 zurück. Dieser Wagen, der als einer seiner berühmtesten gefahrenen Wagen gilt, ist auch das Auto, dem Petty im Pixar-Film Cars seine Stimme lieh.

### Die 1970er-Jahre

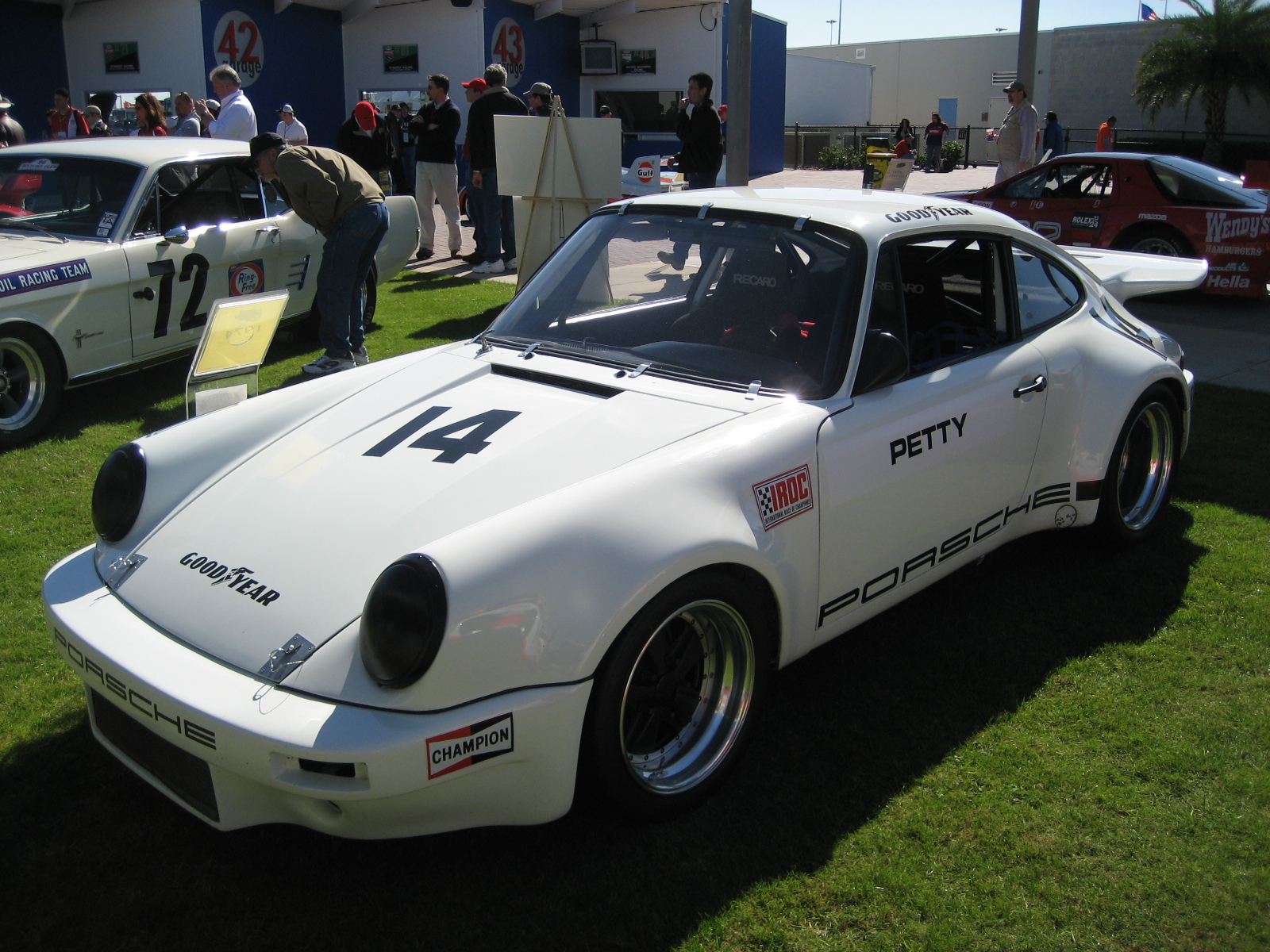
Pettys IROC-Rennwagen aus den 1970ern

Am 14. Februar 1971 gewann Petty sein drittes Daytona 500 mit über einer Runde Vorsprung vor seinem Teamkollegen Buddy Baker. Damit war Petty der erste Fahrer, der dieses Rennen dreimal gewinnen konnte. Er gewann 20 weitere Rennen in der Saison und war der erste Fahrer, der in einer Saison mehr als eine Million US-Dollar an Preisgeldern einfuhr. Am Ende der Saison stand seine dritte Meisterschaft in der Grand National-Serie. Seine vierte Meisterschaft, die erste seit der Umbenennung der Serie in Winston Cup, folgte im darauffolgenden Jahr, in dem er erstmals mit seinem bekannten Hauptsponsor STP an den Start ging. Auf dem Weg zur Meisterschaft siegte Petty achtmal und erreichte 28 Top-10-Ergebnisse, darunter 25 Top-5-Ergebnisse. Beim Saisonauftakt der Saison 1973 in Daytona am 18. Februar 1973 lieferte er sich ein Duell mit Baker. Als Baker sechs Runden vor dem Ziel mit einem Motorschaden ausfiel, sicherte sich Petty den vierten Daytona 500-Sieg. Nur ein Jahr später gewann er erneut in Daytona, das aber aufgrund der Ölkrise um 20 Runden verkürzt wurde, auf dem Weg zu seiner fünften Meisterschaft. Während dieser Zeit, auf dem Zenit seiner Karriere, war Petty dafür bekannt, stundenlang Autogramme an seine Fans zu verteilen und ihnen keinen Wunsch abzuschlagen.
Die Saison 1975 sollte ein weiteres historisches Jahr für Petty werden, als er zum ersten Mal in seiner Karriere das World 600 gewann sowie 13 weitere Rennen auf dem Weg zu seiner sechsten Meisterschaft. Die 13 Siege in einer Saison sind noch immer ein Rekord in der modernen NASCAR-Ära seit 1972, der erst 1998 durch Jeff Gordon eingestellt wurde. Im Jahre 1976 war Petty an einem der berühmtesten Zieleinläufe in der NASCAR-Geschichte beteiligt. Petty und David Pearson duellierten sich am Ende von Kurve 4 in der letzten Runde des Daytona 500. Als Petty versuchte Pearson am Ende der Kurve zu überholen, traf er mit der rechten Seite seiner Stoßstange am Heck die linke vordere Ecke der Stoßstange von Pearson. Beide drehten sich und schlugen in die Begrenzungsmauer auf der Zielgeraden ein. Pettys Wagen kam nur wenige Meter vor der Ziellinie zum Stehen, allerdings hatte er den Motor abgewürgt. Der Motor von Pearsons Wagen lief jedoch noch. Pearson konnte eigenständig zur Ziellinie fahren, während Pettys Wagen sich nicht neu starten ließ. Pearson passierte Petty auf dem Gras vom Infield und gewann das Daytona 500, während Petty der zweite Platz zugesprochen wurde. Die Saison 1978 sollte die einzige während Pettys Blütezeit seiner Karriere sein, in der er kein einziges Rennen gewinnen konnte. Der neue Dodge Magnum ließ sich nicht zufriedenstellend auf die einzelnen Gegebenheiten der Rennstrecken einstellen, obwohl viel Zeit und Arbeit darin investiert wurde. Unzufrieden aufgrund nur sieben Top-5-Resultate, wechselte Petty mitten in der Saison nach 17 Rennen in einen vier Jahre alten Chevrolet Monte Carlo. Dieser Wechsel bescherte ihm allerdings auch keinen Sieg. Petty erholte sich aber von diesem Rückschlag und gewann in der darauffolgenden Saison 1979 seine siebte, gleichzeitig aber auch letzte Meisterschaft.

### Die Jahre der Abenddämmerung

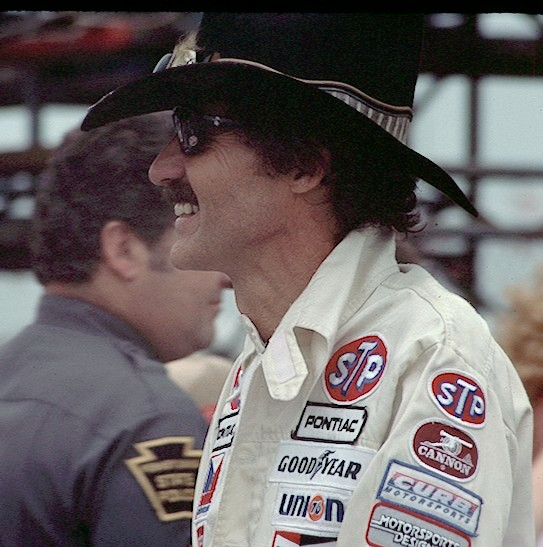
Richard Petty 1985 in Pocono

Petty gewann zwei weitere Male in den Jahren 1979 und 1981 das Daytona 500. In der Saison 1979 beendete er die 45 Rennen andauernde sieglose Periode und gewann zum sechsten Mal in Daytona. Es war das erste Rennen, welches live im Fernsehen vom Start bis zum Ziel übertragen wurde, und wurde berüchtigt durch einen Boxkampf zwischen zwei Teilnehmern, die sich wegen des kontroversen Zieleinlaufs duellierten. Petty gewann das Rennen, als die beiden Erstplatzierten Donnie Allison und Cale Yarborough in der letzten Runde in einen Unfall involviert waren. Er gewann vor A. J. Foyt und Darrell Waltrip. Foyt hatte bereits zuvor seine Bemühungen zurückgesteckt, da er nur mit den Regeln des USAC vertraut war, wonach ein Rennen unmittelbar nach Schwenken der gelben Flagge neutralisiert wird, während die Regeln von NASCAR vorsahen, dass die Fahrer das Rennen bis zur Start- und Ziellinie fortsetzen und es erst ab dort neutralisiert wird. Dieses Rennen gilt zugleich als Ursprung der Popularität von NASCAR.

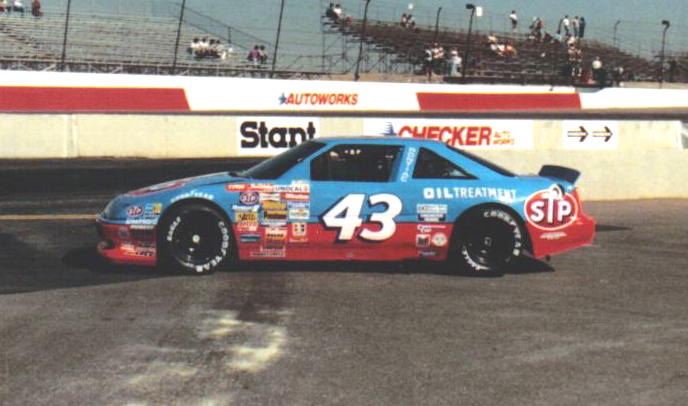
Pettys Pontiac Grand Prix 1989

Für die Saison 1981 schrieb NASCAR allen Teams vor, die neuen auf einen Radstand von 110" verkleinerten Autos zu benutzen, wie sie seit 1979 produziert wurde. Obwohl Petty mit den Chevrolets und Oldmobiles erfolgreich war, wollte er zurück zu Mopar. Sein Team baute einen 1981er Dodge Mirada und brachte ihn für Geschwindigkeitstests im Januar 1981 nach Daytona. Er erreichte Höchstgeschwindigkeiten von 186 mph, was ungefähr 8 mph langsamer als die Wagen von General Motors war. Petty verabschiedete sich von der Vorstellung, mit einem Dodge an den Start zu gehen und kaufte einen Buick Regal für das Rennen in Daytona. Im Rennen gab er beim letzten Boxenstopp 25 Runden vor der Zielflagge die Anweisung, den Wagen nur aufzutanken und keine Reifen zu wechseln, um so Bobby Allison auszutricksen und seinen siebten und letzten Sieg beim Daytona 500 einzufahren. Dieser Sieg sollte gleichzeitig einen Wendepunkt in Pettys Team darstellen: Dale Inman, sein langjähriger Crew Chief, verließ das Team. Dies war zudem der erste Sieg für Buick seit 1955.
Am 4. Juli 1984 gewann Petty sein 200. Rennen beim denkwürdigen Firecracker 400 auf den Daytona International Speedway. In Runde 158 verunfallte ein Neuling, worauf die gelbe Flagge geschwenkt wurde. Dadurch wurde diese Runde praktisch zur letzten Runde unter Rennbedingungen, als die Fahrer zu Start- und Ziellinie rasten. Petty und Cale Yarborough fuhren den Sieg aus, wobei Yarborough zunächst in Führung lag. Petty zog auf der Zielgeraden an ihm vorbei und gewann mit einem Vorsprung von etwa einer Kotflügellänge. Während des Rennens war mit Ronald Reagan der erste amtierende Präsident bei einem NASCAR-Rennen anwesend. Reagan feierte diesen Meilenstein mit Petty und dessen Familie in der Victory Lane.

### Pettys letztes Rennen
Gegen Ende des Jahres 1991 kündigte Richard Petty an, dass er nach der Saison 1992 zurücktreten werde. Er entschied sich im Gegensatz zu vielen anderen Fahrern aber die volle Saison fahren zu wollen. In seiner „Fan Appreciation Tour“ nahm er an speziellen Veranstaltungen, Ehrungszeremonien und Fan-Veranstaltungen teil. In seiner letzten Saison gab es zwei erwähnenswerte Rennen.
Beim Pepsi 400 am 4. Juli 1992 qualifizierte Petty sich als Zweiter. Vor dem Start des Rennens wurde er in einer besonderen Zeremonie geehrt, die ein Treffen mit Präsident George Bush enthielt. Petty führte die ersten fünf Runden an, verließ das Rennen aber in Runde 84 aufgrund von Ermüdung.
Trotz des vollen Terminkalenders und mittelmäßigen Rennresultaten schaffte es Petty sich für alle 29 Rennen in der Saison 1992 zu qualifizieren. Beim jeweils letzten Besuch auf einer Strecke führte er das Feld in die Einführungsrunde hinter das Pace-Car, um die Fans zu begrüßen.
Sein letztes Rennen fuhr er beim Saisonfinale, dem Hooters 500 auf dem Atlanta Motor Speedway. Bei diesem Rennen hatte der spätere mehrfache NASCAR Champion Jeff Gordon den ersten Start seiner Karriere absolviert. Zudem entschied sich hier die knappste Entscheidung um die Meisterschaft in der Geschichte von NASCAR, als sechs Fahrer noch akademische Chancen auf den Titel besaßen. Die Rekordzuschauerzahl von 160.000 Zuschauern sahen, wie Bill Elliott das Rennen und Alan Kulwicki die Meisterschaft gewannen.
Aufgrund des enormen Drucks schaffte es Petty sich so gerade für das Rennen in Atlanta zu qualifizieren und startete von Platz 39 von insgesamt 41 Wagen, die an den Start gingen. Da er nicht aufgrund der Punkte in der Meisterschaft automatisch qualifiziert war, musste er sich über die Rundengeschwindigkeit qualifizieren. In der 94. Runde des Rennens wurde Petty in einen Unfall verwickelt, bei dem sein Fahrzeug Feuer fing. Er manövrierte den Wagen von der Strecke und stieg unverletzt aus dem brennenden Auto. Seine Crew arbeitete unablässig, den Wagen wieder fahrbereit zu bekommen. Zwei Runden vor Ende des Rennens ging Petty zurück ins Rennen und wurde als fahrend das Rennen beendend klassifiziert. Bei seinem letzten Rennen belegte er den 35. Platz. Nach dem Rennen fuhr er für die Fans eine Ehrenrunde um die Rennstrecke mit seinem Markenzeichen, dem STP Pontiac.
Im darauffolgenden Jahr kehrte er noch einmal in einen Rennwagen zurück. Am 18. August 1993 nahm NASCAR an einem Reifentest auf dem Indianapolis Motor Speedway teil als Vorbereitung für das Brickyard 400 in der Saison 1994. Petty fuhr einige Runden um die Rennstrecke und stiftete anschließend seinen Wagen dem Museum am Speedway.
Zehn Jahre später, im Jahre 2003, stieg Richard Petty erneut in einen Rennwagen während der Woche zum letzten Rennen der Cup-Serie unter dem Winston-Banner auf dem Homestead-Miami Speedway. Er fuhr eine einzelne Runde als Ehrung für seine insgesamt sieben Meisterschaften, darunter vier im Winston Cup, im Rahmen von Winstons Gruß an die Meister.

### Petty als Eigentümer
In den späteren Jahren seiner Karriere war Petty maßgeblich an der Karriere von Crew Chief Robbie Loomis beteiligt, der in den 1990er-Jahren als Crew Chief am Steuer von Petty Enterprises saß. Er konnte drei Rennen gewinnen: Das Checker Auto Parts 500 in Phoenix 1996 und das Subway 400 in Rockingham 1997, jeweils mit Bobby Hamilton am Steuer, und das Virginia 500 des Jahres 1999 auf dem Martinsville Speedway mit John Andretti als Fahrer.
Nach dem Rücktritt vom aktiven Motorsport wechselte Richard Petty im direkten Anschluss für einige Saisons in die Kommentatorenkabine. Er blieb jedoch Teambesitzer bis sein Sohn Kyle Petty die alltäglichen Geschäfte übernahm.

### Auf Messers Schneide
Neben all den Rennen, die Petty gewonnen hat, sind vor allem drei seiner vielen Unfälle in Erinnerung geblieben:
- Im Rebel 400 des Jahres 1970 in Darlington wurde Petty verletzt, als sein Plymouth Road Runner einen Reifenschaden erlitt und er hart in die Betonwand einschlug, die die Boxengasse von der Rennstrecke trennt. Der Wagen überschlug sich mehrere Male, bevor er auf der Seite liegend zum Stillstand kam. Bei diesem Unfall verletzte sich Petty an der Schulter, was Bobby Isaac half, die Meisterschaft 1970 zu gewinnen. Während des Unfalls berührte sein Kopf mehrmals die Strecke, was dazu führte, dass NASCAR die von Petty entwickelten Sicherheitsnetze einführte, die das Fahrerfenster abdecken.

- Bei einem Rennen auf dem Pocono Raceway im Jahre 1980 schlug Petty so stark in die Wand in Kurve 2 ein, dass sich sein Wagen beinahe überschlug. Dabei brach er sich beinahe das Genick, verschwieg die Verletzung aber vor den NASCAR-Offiziellen in den nächsten Rennen, obwohl er wusste, dass ein erneuter Unfall ihn möglicherweise das Leben hätte kosten können. So ein Vorfall ist im modernen Rennsport nicht mehr möglich, da NASCAR nach jedem Unfall eine medizinische Untersuchung vorschreibt.

- Beim Daytona 500 im Jahre 1988 verteilte Petty bei seinem spektakulären Unfall in Runde 106 Teile seines Wagens über die komplette Start- und Zielgeraden. Trotz der Vielzahl an Überschlägen kam er ohne ernsthafte Verletzungen davon, ausgenommen einer temporären Blindheit aufgrund der hohen g-Kräfte.

## Leben nach dem Rennsport
Richard Petty ist Pressesprecher für Cheerios sowie GlaxoSmithKline. Zu seinen Markenzeichen gehören die Sonnenbrille und der Charlie-One-Horse-Cowboyhut. Im Jahre 1996 kandidierte er für die Republikanische Partei als Secretary of State von North Carolina, unterlag jedoch der demokratischen Staatssenatorin Elaine Marshall. Großen Einfluss auf diese Niederlage hatte eine Anklage wegen rücksichtslosem Fahren und Fahrerflucht. Er hatte auf der Interstate 85 ein Fahrzeug, das er überholen wollte, von hinten gerammt. Wegen dieses Vorfalls musste er ein Bußgeld von 65 Dollar zahlen.

## Pettys Erbe
Zugänglichkeit war Pettys Markenzeichen. In einem Sport und einer Sportwelt, wo die großen Stars nicht viel Zeit haben, jedem Fan ein Autogramm zu geben oder überhaupt Autogramme zu geben, setzte er Akzente, indem er solange blieb, bis jeder ein Autogramm bekommen hatte. Sein Wirken auf der Strecke auf der einen Hälfte und die Zugänglichkeit für die Fans auf der anderen werden als ein wichtiges Element in der Wandlung von NASCAR von den Dirt Tracks in den 1950er-Jahren zu den Superspeedways und den millionenschweren Sponsorenverträgen angesehen.

## Gewonnene Rennen
- 1984 (2 Siege) Budweiser 500 (Dover), Firecracker 400 (Daytona)
- 1983 (3 Siege) Warner W. Hodgdon Carolina 500 (Rockingham), Winston 500 (Talladega), Miller High Life 500 (Charlotte)
- 1981 (3 Siege) Daytona 500 (Daytona), Northwestern Bank 400 (North Wilkesboro), Champion Spark Plug 400 (Michigan)
- 1980 (2 Siege) Northwestern Bank 400 (North Wilkesboro), Music City USA 420 (Nashville)
- 1979 (5 Siege) Daytona 500 (Daytona), Virginia 500 (Martinsville), Champion Spark Plug 400 (Michigan), CRC Chemicals 500 (Dover), American 500 (Rockingham), Winston-Cup-Meisterschaft
- 1977 (5 Siege) Carolina 500 (Rockingham), Atlanta 500 (Atlanta), World 600 (Charlotte), NAPA 400 (Riverside), Firecracker 400 (Daytona)
- 1976 (3 Siege) Carolina 500 (Rockingham), Purolator 500 (Pocono), American 500 (Rockingham)
- 1975 (13 Siege) Richmond 500 (Richmond), Southeastern 500 (Bristol), Atlanta 500 (Atlanta), Gwyn Staley 400 (North Wilkesboro), Virginia 500 (Martinsville), World 600 (Charlotte), Tuborg 400 (Riverside), Firecracker 400 (Daytona), Champion Spark Plug 400 (Michigan), Delaware 500 (Dover), Wilkes 400 (North Wilkesboro), National 500 (Charlotte), Volunteer 500 (Bristol), Winston-Cup-Meisterschaft
- 1974 (10 Siege) Daytona 500 (Daytona), Carolina 500 (Rockingham), Gwyn Staley 400 (North Wilkesboro), Music City USA 420 (Nashville), Motor State 360 (Michigan), Dixie 500 (Atlanta), Purolator 500 (Pocono), Talladega 500 (Talladega), Capital City 500 (Richmond), Delaware 500 (Dover), Winston-Cup-Meisterschaft
- 1973 (6 Siege) Daytona 500 (Daytona), Richmond 500 (Richmond), Gwyn Staley 400 (North Wilkesboro), Alamo 500 (College Station), Capital City 500 (Richmond), Old Dominion 500 (Martinsville)
- 1972 (8 Siege) Winston Western 500 (Riverside), Richmond 500 (Richmond), Gwyn Staley 400 (North Wilkesboro), Virginia 500 (Martinsville), Lone Star 500 (College Station), Capital City 500 (Richmond), Old Dominion 500 (Martinsville), Wilkes 400 (North Wilkesboro), Winston-Cup-Meisterschaft
- 1971 (21 Siege) Daytona 500 (Daytona), Richmond 500 (Richmond), Carolina 500 (Rockingham), Hickory 276 (Hickory), Columbia 200 (Columbia), Maryville 200 (Maryville), Gwyn Staley 400 (North Wilkesboro), Virginia 500 (Martinsville), Asheville 300 (Asheville), Pickens 200 (Greenville), Albany-Saratoga 250 (Malta), Islip 300 (Islip), Northern 300 (Trenton), Nashville 420 (Nashville), Dixie 500 (Atlanta), West Virginia 500 (Ona), Sandlapper 200 (Columbia), Delaware 500 (Dover), American 500 (Rockingham), Capital City 500 (Richmond), Texas 500 (College Station), Grand National-Meisterschaft
- 1970 (18 Siege) Carolina 500 (Rockingham), Savannah 200 (Savannah), Gwyn Staley 400 (North Wilkesboro), Columbia 200 (Columbia), Falstaff 400 (Riverside), Kingsport 100 (Kingsport), Albany-Saratoga 250 (Malta), Schaefer 300 (Trenton), East Tennessee 200 (Maryville), Dixie 500 (Atlanta), West Virginia 300 (Ona), Myers Brothers 250 (Winston-Salem), Halifax County 100 (South Boston), Capital City 500 (Richmond), Mason-Dixon 300 (Dover), Home State 200 (Raleigh), Old Dominion 500 (Martinsville), Georgia 500 (Macon)
- 1969 (10 Siege) Georgia 500 (Macon), Motor Trend 500 (Riverside), Virginia 500 (Martinsville), Kingsport 250 (Kingsport), Mason-Dixon 300 (Dover), Maryland 300 (Beltsville), Nashville 400 (Nashville), Smoky Mountain 200 (Maryville), Myers Brothers 250 (Winston-Salem), Old Dominion 500 (Martinsville)
- 1968 (16 Siege) Rennen 02 (Montgomery), Hickory 250 (Hickory), Greenville 200 (Greenville), Asheville 300 (Asheville), Rennen 21 (Maryville), Rennen 22 (Birmingham), Pickens 200 (Greenville), Maine 300 (Oxford), Fonda 200 (Fonda), Smoky Mountain 200 (Maryville), Rennen 37 (South Boston), Capital City 300 (Richmond), Hillsboro 150 (Hillsboro), Old Dominion 500 (Martinsville), Wilkes 400 (North Wilkesboro), American 500 (Rockingham)
- 1967 (27 Siege) Augusta 300 (Augusta), Fireball 300 (Weaverville), Columbia 200 (Columbia), Hickory 250 (Hickory), Virginia 500 (Martinsville), Richmond 250 (Richmond), Rebel 400 (Darlington), Tidewater 250 (Hampton), Macon 300 (Macon), East Tennessee 200 (Maryville), Carolina 500 (Rockingham), Pickens 200 (Greenville), Northern 300 (Trenton), Rennen 31 (Fonda), Islip 300 (Islip), Volunteer 500 (Bristol), Nashville 400 (Nashville), Myers Brothers 250 (Winston-Salem), Sandlapper 200 (Columbia), Rennen 39 (Savannah), Southern 500 (Darlington), Buddy Shuman 250 (Hickory), Capital City 300 (Richmond), Maryland 300 (Beltsville), Hillsboro 150 (Hillsboro), Old Dominion 500 (Martinsville), Wilkes 400 (North Wilkesboro), Grand National-Meisterschaft
- 1966 (8 Siege) Georgia Cracker 300 (Augusta), Daytona 500 (Daytona), Rebel 400 (Darlington), Tidewater 250 (Hampton), Speedy Morelock 200 (Macon), Fireball 300 (Weaverville), Nashville 400 (Nashville), Dixie 400 (Atlanta)
- 1965 (4 Siege) Nashville 400 (Nashville), Western North Carolina 500 (Weaverville), Buddy Shuman 250 (Hickory), Rennen 48 (Manassas)
- 1964 (9 Siege) Sunshine 200 (Savannah), Daytona 500 (Daytona), Rennen 24 (South Boston), Rennen 29 (Concord), Music City 200 (Nashville), Rennen 34 (Spartanburg), Nashville 400 (Nashville), Mountaineer 500 (Huntington), Rennen 60 (Harris), Grand National-Meisterschaft
- 1963 (14 Siege) Rennen 02 (Tampa), Rennen 08 (Spartanburg), Rennen 09 (Weaverville), South Boston 400 (South Boston), Virginia 500 (Martinsville), Gwyn Staley 400 (North Wilkesboro), Columbia 200 (Columbia), Rennen 24 (Manassas), Rennen 27 (Birmingham), Rennen 36 (Bridgehampton), Pickens 200 (Greenville), Sandlapper 200 (Columbia), Rennen 51 (Randleman), South Boston 400 (South Boston)
- 1962 (8 Siege) Gwyn Staley 400 (North Wilkesboro), Virginia 500 (Martinsville), Pickens 200 (Greenville), Rennen 39 (Huntsville), Rennen 41 (Roanoke), International 200 (Winston-Salem), Rennen 43 (Spartanburg), Wilkes 320 (North Wilkesboro)
- 1961 (2 Siege) Richmond 200 (Richmond), World 600 Qualifier #1 (Charlotte)
- 1960 (3 Siege) Rennen 06 (Charlotte), Virginia 500 (Martinsville), Rennen 39 (Hillsboro)
- 1959 (0 Siege) Rookie des Jahres

## Teams
- Petty Enterprises: 1958–1983, 1986–1992
- Don Robertson: 1970
- Mike Curb: 1984–1985

## Ehrungen
1992 überreichte US-Präsident George Bush Petty, als erstem Motorsportler überhaupt, die Freiheitsmedaille („The Presidential Medal of Freedom“), die höchste zivile Auszeichnung in den USA.

## Sonstiges
- Im Jahre 2007 besuchte Petty zum ersten Mal das Kentucky Derby und das Indianapolis 500.
- Petty hatte immer ein nasses Tuch im Wagen, auf dem er während der Boxenstopps kaute, um Flüssigkeit aufzunehmen.
- Andy Granatelli bot Richard Petty 10.000 US-Dollar, wenn er das bekannte Petty-Blau seines Wagens gegen das Day-Glo-Rot von STP ersetzen würde. Er lehnte das Angebot ab und sprach sich für ein Farbschema aus zwei Farben aus. Ein ähnliches Design besaß auch der STP Wildcat-Cosworth, mit dem Gordon Johncock im Jahre 1982 das Indianapolis 500 gewann.
- Petty verlieh dem Auto „The King“ im Pixar-Zeichentrickfilm „Cars“ seine Stimme. Pettys Rennwagen, der Road Runner Superbird von Plymouth in seinem markanten Petty-Blau und der Startnummer 43, diente als Modell für den Wagen im Film. Der Unfall von „The King“ gegen Ende des Films ist eine Nachahmung von Pettys tatsächlichem Unfall beim Daytona 500 im Jahre 1988 mit dem Unterschied, dass es kein absichtlich verursachter Unfall war, wie im Film dargestellt. Die Szene, wo Lightning McQueen ihm beim Überqueren der Ziellinie hilft, basiert auf einem Vorfall aus dem Jahr 1976. Pettys Frau Lynda spielte ebenfalls in Cars mit und übernahm die Rolle der Frau von The King.
- Er hatte im Jahr 1983 einen Auftritt im Film Der rasende Gockel von Burt Reynolds und 2008 im Film Swing Vote – Die beste Wahl mit Kevin Costner in der Hauptrolle.
- Petty ist einer von sieben Fahrern in der Geschichte von NASCAR, die den Grand Slam der vier wichtigsten Rennen während seiner Karriere gewinnen konnte.
- Seine Farben wurden von anderen Rennteams außerhalb von NASCAR übernommen, die ebenfalls STP als Sponsor besaßen. Darunter ein Kremer K8 Spyder, der im Jahre 1996 beim 24-Stunden-Rennen von Le Mans an den Start ging[1], sowie im Jahre 1995 in der Japanischen Tourenwagenmeisterschaft ein Honda Civic, der von Keiichi Tsuchiya gefahren wurde.
- Im Lied „How Forever Feels“ von Kenny Chesney findet Petty Erwähnung in einer Textzeile, wo es heißt „Now I know how Richard Petty feels.“
- Petty äußerte sich in mehreren Kommentaren gegen Frauen in NASCAR.
- Petty wird im Lied „On My Mind“ der Rock-Band Royal Trux erwähnt, das auf ihrer ersten EP „Radio Video“ im Jahre 2000 veröffentlicht wurde.
- Die Band „Alabama“ hat in ihrem Album „American Pride“ Petty das Lied „Richard Petty Fans“ gewidmet.
- 1984 veröffentlichte die Firma Cosmi ein Rennspiel mit dem Titel „Richard Petty´s Talladega“ für den Commodore 64